# Conclave de 1389

Brasão papal de Sua Santidade o Papa Bonifácio IX

O conclave papal ocorrido entre 25 de outubro a 2 de novembro de 1389 resultou na eleição do Papa Bonifácio IX depois da morte do Papa Urbano VI.

## Situação Geral
Foi um dos conclaves do período do Grande Cisma do Ocidente. Foi o único conclave na história em que todos os cardeais foram nomeados pelo papa morto. Durante o pontificado do Papa Urbano VI, todos os cardeais que o elegeram em 1378 passaram para o lado do antipapa Clemente VII. O conclave é aberto e, em seguida, apenas com a presença de cardeais nomeados por ele, com a presença de 13 cardeais, enquanto outros 3 estavam ausentes.

## Lista de participantes
| Criado por           | Cardeais | Por Cento |
| -------------------- | -------- | --------- |
| Papa Urbano VI (UVI) | 016      | 100 %     |
| Total                | 16       | 100 %     |

1. Francesco Moricotti (UVI)
2. Andrea Bontempi Martini (UVI)
3. Poncello Orsini (UVI)
4. Pietro Tomacelli (eleito com o nome Bonifácio IX) (UVI)
5. Angelo Acciaiuoli (UVI)
6. Francesco Carbone (UVI)
7. Stefano Palosio (UVI)
8. Francesco Renzio (UVI)
9. Tommaso Orsini de Manoppello (UVI)
10. Marino Bulcani (UVI)
11. Rinaldo Brancaccio (UVI)
12. Ludovico Fieschi (UVI)
13. Angelo d'Anna de Sommariva (UVI)

### Ausentes
1. Filipe d'Alençon de Valois (UVI)
2. Adam Easton (UVI)
3. Bálint Alsáni (UVI)